# Fontaine de Kergornet
La Fontaine Maria connue également sous le nom de Fontaine de Kergornet est située  «rue de la fontaine Maria», au bourg de Merlevenez dans le Morbihan.

## Historique
La fontaine fait l’objet d’une inscription au titre des monuments historiques depuis le 6 juin 1933.

## Architecture
La fontaine est construite sur un plan rectangulaire.
Au-dessus de la piscine carrée, la fontaine est édifiée avec un toit en pyramide arrondi qui s’appuie sur deux piliers sculptés.
Les deux lavoirs et la fontaine possèdent un sol dallé. 
Un mur clôture l’ensemble. 